# Grupo de Investigación Televisión-Cine: Memoria, Representación e Industria
El grupo de investigación Televisión-Cine: Memoria, Representación e Industria (TECMERIN) comenzó su actividad en 2006 y forma parte del Departamento de Comunicación de la Universidad Carlos III de Madrid. 
El Grupo de Investigación Reconocido cuenta con la dirección de José Manuel Palacio Arranz y con la participación de una cincuentena de investigadores, cuyas líneas de investigación abarcan diversas perspectivas sobre los medios audiovisuales: estudios fílmicos y televisivos, economía política de los medios audiovisuales, geopolíticas del audiovisual, medios audiovisuales y la sociedad o tecnologías de la imagen, entre otras.

## Cuadernos Tecmerin
Desde 2012, el grupo edita la colección Cuadernos Tecmerin, dirigida a la difusión de resultados poco desarrollados por las habituales metodologías de análisis del audiovisual en España. Los Cuadernos Tecmerin componen una colección de historia oral de aquellos profesionales del audiovisual que habitualmente no forman parte de los relatos históricos hegemónicos sobre el cine y la televisión en España, al dedicarse, entre otros, a guion, montaje, interpretación, periodismo y crítica, realización televisiva o dirección de casting. El grupo TECMERIN ofrece todos los volúmenes de la colección en soporte digital con acceso abierto.
Números de la colección Cuadernos Tecmerin:
1. Por una mirada ética. Conversaciones con Alicia Gómez Montano (2012)[2]
2. Modos de mostrar. Encuentros con Lola Salvador (2012)[3]
3. La noche inmensa. La palabra de Gonzalo Goicoechea (2013)[4]
4. El mapa de la India. Conversaciones con Manolo Matji (2013)[5]
5. Verdad y Libertad. Escuchando a José Ramón Pérez Ornia (2014)[6]
6. La pistola y el corazón. Conversaciones con Agustín Díaz Yanes (2014)[7]
7. Mujeres en el aire: haciendo televisión. Lola Álvarez, Carmen Domínguez, Matilde Fernández Jarrín, Ana Martínez y María José Royo (2015)[8]
8. El pasado es un prólogo. Conversaciones con Emilio Martínez-Lázaro (2015)[9]
9. El cuerpo y la voz de Margarita Alexandre (2016)[10]
10. Necesidad de contar. Joaquín Oristrell (2016)[11]
11. Pasar la batería. Guion de vida de Emilio Gutiérrez Caba (2017)[12]
12. Vivir y rodar. Conversaciones con Alfonso Albacete (2018)[13]
13. La elección invisible. Encuentros con Luis San Narciso (2018)[14]
14. Respirar con la imagen. Conversaciones sobre montaje con Teresa Font (2018)[15]
15. En la frontera. Entrevista a Chus Gutiérrez (2019)[16]
16. Vive, siente, escucha. Un retrato de Alejandro Hernández (2020)[17]
17. Traspasar la pantalla. Una fotografía de Laura del Sol (2020)[18]
18. Los inicios de Carlos Saura. Dos conversaciones (2021)[19]

## Tecmerin. Revista de Ensayos Audiovisuales
En 2018, el grupo de investigación pone en marcha Tecmerin: Revista de Ensayos Audiovisuales. Es una publicación de carácter semestral, con revisión por pares, que intenta ocupar un espacio inexistente en el ámbito de la investigación en español, creando un lugar de intercambio inédito para investigadores y docentes. La revista se centra, aunque no de manera exclusiva, en la producción cultural de España y Latinoamérica. Por consiguiente, es de especial interés recibir propuestas focalizadas en la producción, consumo, circulación e intercambio cultural en estas áreas geográficas. Con 7 números desde su lanzamiento, esta revista audiovisual pretende crear un foro de intercambio analítico que responda a nuevas necesidades de investigación y creación audiovisual.

## Premios y reconocimientos TECMERIN
El Grupo de Investigación entrega anualmente la Medalla Tecmerin, en reconocimiento a la actividad de investigadores y profesionales externos que colaboran con el grupo.
Medallas Tecmerin:
- 2021: Propuesta (pendiente de entrega): DAMA (Derechos de Autor de Medios Audiovisuales)
- 2020: GRIMH (Groupe de Réflexion sur l’image dans le monde hispanique, Francia)
- 2019: El grupo entregó tres medallas durante la celebración del Congreso Internacional “Hispanismo y cine”:

- CRIMIC (Centre de Recherches Interdisciplinaires sur les Mondes Ibériques Contemporains, Paris-Sorbonne, Francia)
- Nancy Berthier (Sorbonne Université, Francia)
- Paul Julian Smith (The City University of New York, Estados Unidos)
- 2018: Jörg Türschmann (Universität Wien, Austria)
- 2017: Jenaro Talens (Universitat de València, España; Université de Genève, Suiza)
- 2016: Jo Labanyi (University of New York, Estados Unidos)
- 2015: Mirta Varela (CONICET, Facultad de Ciencias Sociales de la Universidad de Buenos Aires, Argentina)
- 2014: Enrique Bustamante (Universidad Complutense de Madrid, España)
- 2013: Jean Claude Seguin (Université Lumière Lyon 2, Francia)

En 2015, TECMERIN y la revista Secuencias. Revista de Historia del Cine convocaron la primera edición del Premio Alberto Elena de investigación en cines periféricos, en homenaje del que fuera investigador de TECMERIN. Artículos premiados:
- Premio Alberto Elena 1ª Edición (2016): Cine militante: Del internacionalismo a la política sensible neoliberal, por Irmgard Emmelhainz.[21]
- Premio Alberto Elena 2ª Edición (2018): No future / No hope / No narrative: Víctor Gaviria and his films Rodrigo D: No futuro, La vendedora de rosas, and Sumas y restas, por Roberto Ponce Cordero.[22]
- Premio Alberto Elena 3ª Edición (2020): La obra cinematográfica de Shadi Abdel Salam: el cine como herramienta de recuperación de la Memoria histórica, por Samuel Montes Ibars.[23]
- Premio Alberto Elena 4ª Edición (2021): Breve historia de censura en Argentina: resistencia, intervención y políticas censoras en el Festival Internacional de Cine de Mar del Plata, 1958-1968, por Carlos Daniel García Rivas.